# معدن الماس مورووا
معدن الماس مورووا (به لاتین: Murowa diamond mine) معدنی است واقع در مزویوهوا، جنوب زیمبابوه.